# چزاره لومبروزو

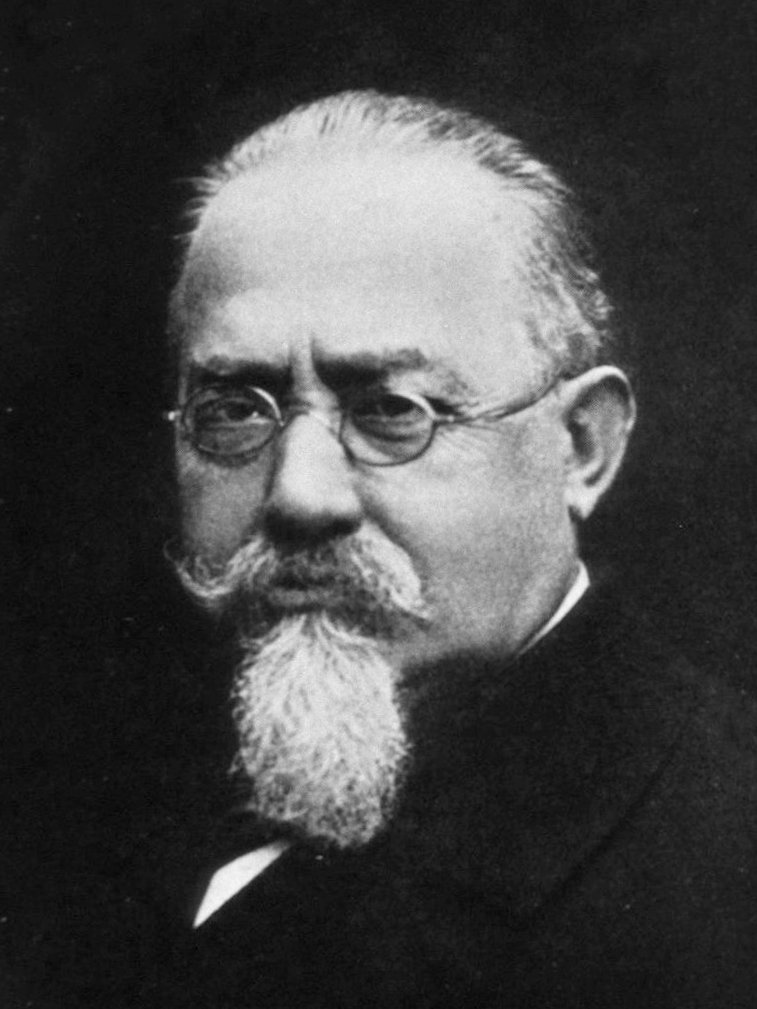
چزاره لومبروزو

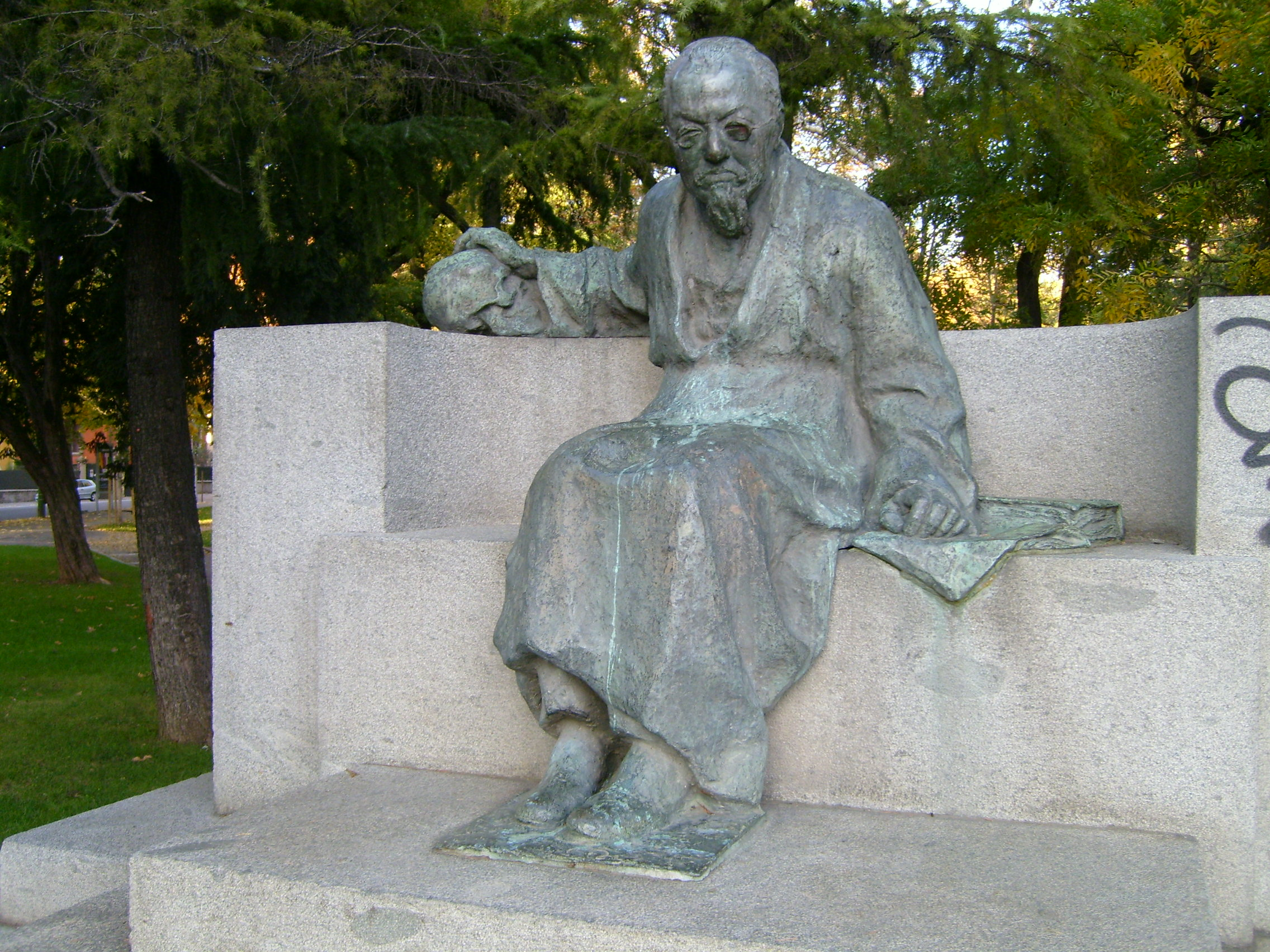
مجسمهٔ چزاره لومبروزو در پارک لومبروزو، ورونا

چزاره لومبروزو (ایتالیایی: Cesare Lombroso؛ زادهٔ ۶ نوامبر ۱۸۳۶ – درگذشتهٔ ۱۹ اکتبر ۱۹۰۹) پزشک و جرم‌شناس ایتالیایی بود. وی با تحقیقات خود پیرامون ویژگی‌های جسمانی بزهکاران و تمایزات آنان با دیگر افراد جامعه، مکتب جرم‌شناسی پوزیتویستی و دانش انسان‌شناسی جنایی را پایه‌گذاری کرد.
او در خانواده‌ای یهودی در ورونا به دنیا آمد. در پادوا، وین و پاریس درس خواند و در ۱۸۶۲ استاد روان‌پزشکی در دانشگاه پاویا شد. سپس ریاست تیمارستانی در پیسارو را برعهده گرفت و بعدها استاد پزشکی قانونی و روان‌پزشکی در تورین شد، در همین دانشگاه بود که توانست کرسی انسان‌شناسی جنایی را به‌دست‌آورد. وی در سال ۱۸۷۲ کشف کرد که عامل بیماری پلاگرا سمی است که در ذرت آفت‌زده وجود دارد و کتابی نیز در این مورد با نام پلاگرا در ایتالیا در سال ۱۸۸۵ نوشت. لومبروزو همچون دیگر جرم‌شناسان ایتالیایی؛ جیووانی بوویو، انریکو فری و کولاجانی به شدت تحت تأثیر اگوست کنت قرار داشت و همچون او اشتیاق زیادی برای ارتباط دادن پدیده‌های روحی به عوامل زیست شناختی نشان می‌داد. با این حال دامنهً وسیع‌تر، ویژگی نظام‌مندی و نتیجه‌گیری‌های کاربردی تحقیقات وی سرفصلی را در جرم‌شناسی رقم زد. بر اساس نظریه او مجرمان نسبت به غیرمجرمان از ناهنجاری‌های جسمی، عصبی و روحی بیشتری برخوردارند و این ناهنجاری‌ها تاحدی ناشی از تباهی و تاحدی ناشی از تکامل نیافتگی است. نظریه «شخصیت مجرم» او با انتقادات بسیار شدیدی روبرو شد، با این حال همگان پذیرفته‌اند که نظریه او دست کم بخشی از حقیقت را بیان می‌کند. یکی از پیشنهادهای اصلاح‌گرانه لومبروز این بود که «مجرمین بالذات» نوع متفاوتی از مجازات را نسبت به افرادی که بر اثر شرایط به انجام جرم وسوسه شده‌اند تحمل کنند. او در سال ۱۹۰۹ بر اثر عارضهٔ قلبی در تورین درگذشت.
همچنین او  (مکتب اصالت تحصل) را با انریکو فری به راه انداخت در این مکتب لومبروزو اعتقاد دارد که بزهکاری پیش از آنکه به طور خاص پدیده انسانی باشد در طبیعت نیز به همان اندازه که در میان انسان ها گسترده است به چشم می‌خورد. او به این نتیجه میرسد که بزه زاییده آزادی بشر نیست . بزه عملی است حیوانی که وقتی در رفتار انسان نمایان می‌شود نشانه‌ای از طغیان و بازگشت غریزه های ابتدایی به همراه دارد . لومبروزو در کتاب (انسان جنایتکار) و(جرم، علل و درمان ها) به این موضوع نگاه داشته. البته نقدی که بر این مکتب وارد است این است که لومبروزو به صورت افراطی به بُعد طبیعی انسان پرداخته است.